# نانی و مانی
نانی و مانی (به انگلیسی: Nonni and Manni) یک مجموعه تلویزیونی ویژه کودکان و نوجوانان است که با همکاری دو کشور ایسلند و آلمان غربی پیشین ساخته شده و پخش آن از ۲۶ دسامبر ۱۹۸۸ در شبکه زد.د.اف آغاز شد.
داستان این بر پایه یک کتاب شناخته شده بود که به دست نویسنده ایسلندی داستان‌های کودکان، یان اسوینسن (نانی) نگاشته شده بود. او با الهام از تجربه شخصی خود و برادرش ارمان (مانی) در دوران کودکی و نوجوانی، داستان‌های چندی را نوشته بود.
تصویربرداری این مجموعه در ایسلند، آلمان غربی و نروژ انجام گرفت.
این فیلم در ایران از شبکه سوم سیما پخش شد.

## داستان
در سال ۱۸۶۹، نانی دوازده ساله و برادر هشت ساله‌اش، مانی، با مادر (سیگرید) و مادر بزرگ خود در یک زمین کوچک کشاورزی در ایسلند زندگی می‌کنند. پدر آنها پیش از به دنیا آمدن مانی در جستجوی کار به جنوب امریکا سفر کرده بود و آن‌ها هنوز چشم به راه بازگشت او بودند.
یک روز ناشناسی به نام هارالد در شهر دیده می‌شود. او خود را به عنوان بهترین دوست پدر پسران معرفی می‌کند و با ارائه اطلاعاتی به آن‌ها می‌گوید که پدر آنها از تب در گذشته است. هارالد با کار در کشتزار به خانواده کمک می‌کند و پس از چندی با پسرها دوست می‌شود و آن‌ها نیز چهره پدر را در هارالد می‌بینند.
داستان با وارد شدن یک تاجر که به سیگرید دل بسته است وارد ماجرایی می‌شود که در پی آن اتهام کشتن به هارالد زده شده و گریز او به کوهستان را در پی دارد.